# کالسئولاریا
کالسئولاریا (نام علمی: Calceolaria) نام یک سرده از راسته نعناسانان است.